# جواو فيغويردو (لاعب كرة قدم)
جواو فيتور برانداو فيغويردو (بالبرتغالية: João Vitor Brandão Figueiredo) (مواليد 27 مايو 1996) هو لاعب كرة قدم برازيلي، يجيد اللعب في مركز خط الهجوم، ولعب سابقاً لنادي الوصل الإماراتي.